# Kumar Kaibarta Gaon
Kumar Kaibarta Gaon là một thị trấn thống kê (census town) của quận Jorhat thuộc bang Assam, Ấn Độ.

## Nhân khẩu
Theo điều tra dân số năm 2001 của Ấn Độ, Kumar Kaibarta Gaon có dân số 6345 người. Phái nam chiếm 53% tổng số dân và phái nữ chiếm 47%. Kumar Kaibarta Gaon có tỷ lệ 81% biết đọc biết viết, cao hơn tỷ lệ trung bình toàn quốc là 59,5%: tỷ lệ cho phái nam là 86%, và tỷ lệ cho phái nữ là 76%. Tại Kumar Kaibarta Gaon, 8% dân số nhỏ hơn 6 tuổi.